# Voorhaven (Schiedam)
De Voorhaven is een haven in Schiedam aan de Nieuwe Maas. De haven uit de 14e eeuw sluit via de Buitenhavensluis aan op de Buitenhaven.
Buitenhaven · Korte Haven · Lange Haven · Nieuwe Haven · Spuihaven · Voorhaven · Vijfsluizerhaven · Wilhelminahaven · Wiltonhaven